# Jorge Moruno Danzi
Jorge Moruno Danzi (Madrid, 1982) és un escriptor i sociòleg espanyol, membre de Podem.
Nascut a Madrid el 1982, es va llicenciar en Sociologia per la Universitat Complutense de Madrid (UCM) i va treballar com teleoperador, informador turístic, reposador, bloguer, administratiu i investigador.
Membre fundacional de Podem, ja havia assistit anteriorment a Pablo Iglesias per a l'elaboració de les seves intervencions televisives quan aquest últim havia començat a col·laborar en La Sexta Noche el 2013. No obstant això, crític amb l'estratègia del «enemic intern» desenvolupada pel sector pablista de Podem, va acabar vinculant-se al corrent d'Íñigo Errejón, de que els seus postulats de «transversalitat» és un gran defensor.
Està especialitzat en l'estudi de les transformacions del treball. És un actiu col·laborador en mitjans de comunicació.

## Obres
- Moruno, Jorge. La fábrica del emprendedor, trabajo y política en la empresa-mundo.  Madrid: Akal, 2015.[7]
- Moruno, Jorge. No tengo tiempo. Geografías de la precariedad.  Madrid: Akal, 2018.[8]